# Вікторія Міхайварі-Фаркаш
Вікторія Міхайварі-Фаркаш (угор. Viktória Mihályvári-Farkas, 26 листопада 2003) — угорська плавчиня.
Учасниця Олімпійських Ігор 2020 року.
Призерка Чемпіонату Європи з водних видів спорту 2020 року.